# Copa Norte 2001
In 2001 werd de vijfde editie van de Copa Norte gespeeld voor voetbalclubs uit de Braziliaanse regio Noord. De competitie werd gespeeld van 17 februari tot 6 maart. São Raimundo werd voor de derde keer op rij kampioen. 

## Groepsfase

### Groep A
| Plaats | Club             | Wed. | W | G | V | Saldo | Ptn. |
| ------ | ---------------- | ---- | - | - | - | ----- | ---- |
| 1.     | São Raimundo     | 6    | 4 | 2 | 0 | 11:3  | 14   |
| 2.     | Genus            | 6    | 3 | 2 | 1 | 9:7   | 11   |
| 3.     | Rio Branco       | 6    | 1 | 2 | 3 | 5:8   | 5    |
| 4.     | Atlético Roraima | 6    | 1 | 0 | 5 | 3:10  | 3    |

|  | Geplaatst voor knockoutfase                  |
|  | Geplaatst voor knockoutfase als beste tweede |

### Groep B
| Plaats | Club      | Wed. | W | G | V | Saldo | Ptn. |
| ------ | --------- | ---- | - | - | - | ----- | ---- |
| 1.     | Paysandu  | 4    | 3 | 0 | 1 | 11:4  | 9    |
| 2.     | Nacional  | 4    | 1 | 1 | 2 | 5:6   | 4    |
| 3.     | Moto Club | 4    | 1 | 1 | 2 | 2:8   | 4    |

|  | Geplaatst voor knockoutfase |

### Groep C
| Plaats | Club     | Wed. | W | G | V | Saldo | Ptn. |
| ------ | -------- | ---- | - | - | - | ----- | ---- |
| 1.     | Ríver    | 4    | 2 | 1 | 1 | 4:3   | 7    |
| 2.     | Mazagão  | 4    | 1 | 2 | 1 | 7:7   | 5    |
| 3.     | Maranhão | 4    | 0 | 3 | 1 | 4:5   | 3    |

|  | Geplaatst voor knockoutfase |

## Knock-outfase
São Raimundo en Paysandu hadden gelijke score, maar São Raimundo won omdat het in de competitie beter presteerde. 
|  | Halve finale | Halve finale | Halve finale |   |              | Finale | Finale | Finale |
|  |              |              |              |   |              |        |        |        |
|  | Genus        | 0            | 0            |   |              |        |        |        |
|  | São Raimundo | 3            | 4            |   |              |        |        |        |
|  | São Raimundo | 3            | 4            |   | São Raimundo | 1      | 0      |        |
|  |              |              |              |   | São Raimundo | 1      | 0      |        |
|  |              | Paysandu     | 0            | 1 |              |        |        |        |
|  | Ríver        | Paysandu     | 0            | 1 | 2            | 0      |        |        |
|  | Ríver        |              |              |   | 2            | 0      |        |        |
|  | Paysandu     | 2            | 2            |   |              |        |        |        |

### Kampioen
| Copa Norte 2001                  |
| Regio Noordoost                  |
| -------------------------------- |
| SÃO RAIMUNDO Kampioen (3° titel) |